# Molecular and Cellular Biochemistry
Molecular and Cellular Biochemistry je recenzirani naučni časopis koji pokriva istraživanja iz oblasti citologije i biohemije. On je naslednik časopisa Enzymologia koji je osnovan 1973.
Po podacima iz Journal Citation Reports, časopis je 2011. imao faktor impakta od  2.057.

## Spoljašnje veze
- Званични веб-сајт